# Sassonia-Eisenach
Sassonia-Eisenach (in tedesco: Sachsen-Eisenach) fu il nome di tre differenti ducati turingi, nella Germania centrale, costituiti in periodi diversi. La capitale di tutti e tre i ducati fu Eisenach.

## Storia
Il primo Ducato di Sassonia-Eisenach venne creato nel 1596, alla morte di Giovanni Federico II di Sassonia per il figlio minore, Giovanni Ernesto. Nel 1633, la linea dei Wettin di Sassonia-Coburgo si estinse, e Giovanni Ernesto ereditò i loro domini. Quest'ultimo morì senza eredi nel 1638, e i territori di Sassonia-Gotha e Sassonia-Eisenach vennero divisi tra i ducati di Sassonia-Weimar e di Sassonia-Altenburg (che venne a sua volta separato dal Sassonia-Weimar nel 1603). Nel 1640 il Sassonia-Eisenach venne nuovamente diviso dal Sassonia-Weimar per Alberto, figlio di Giovanni II di Sassonia-Weimar. Egli morì senza eredi nel 1644, e il Saxe-Eisenach venne diviso tra i ducati di Sassonia-Gotha e Sassonia-Weimar, governati dai suoi fratelli, Ernesto e Guglielmo.
Per i successivi venti anni il Sassonia-Eisenach fu parte del Sassonia-Weimar. Ad ogni modo, nel 1662, Guglielmo di Sassonia-Weimar morì, lasciando quattro figli: Giovanni Ernesto, Adolfo Guglielmo, Giovanni Giorgio e Bernardo. Adolfo Guglielmo ricevette l'Eisenach che dovette governare col fratello Giovanni Giorgio, che però prese sede nel piccolo villaggio di Marksuhl. Adolfo Guglielmo ebbe cinque figli, ma i primi quattro morirono alla nascita. Nel 1668 egli morì, appena prima della nascita del suo quinto figlio, Guglielmo Augusto, che divenne il nuovo Duca di Sassonia-Eisenach dalla sua nascita, sotto la reggenza dello zio Giovanni Giorgio. Costantemente malato, il bimbo morì nel 1671 a due anni, e Giovanni Giorgio I divenne il successivo Duca di Sassonia-Eisenach.
Il Ducato assunse la sua forma definitiva nel 1672, a seguito della morte di Federico Guglielmo III di Sassonia-Altenburg e della divisione delle sue terre. La linea di Giovanni Giorgio I aveva governato il Ducato di Sassonia-Eisenach per 69 anni, sino a quando il Duca Guglielmo Enrico morì senza eredi nel 1741. Ernesto Augusto I di Sassonia-Weimar, secondo cugino di Guglielmo, ereditò il Sassonia-Eisenach; egli ed i suoi successori governarono i ducati di Sassonia-Weimar e Sassonia-Eisenach in unione personale sino al 1809, quando i ducati formarono il Ducato di Sassonia-Weimar-Eisenach.

## Duchi di Sassonia-Eisenach

### Prima creazione
Creato nel 1572 come Sassonia-Coburgo-Eisenach

1596 diviso in Sassonia-Coburgo e Sassonia Eisenach
- Giovanni Casimiro (1572–1633, governò il Sassonia-Coburgo)
- Giovanni Ernesto (1572–1638, ottenne il Sassonia-Eisenach)

Diviso tra Sassonia-Altenburg e Sassonia-Weimar

### Seconda creazione
- Alberto (1640–1644)

Diviso tra Sassonia-Gotha e Sassonia-Weimar

### Terza creazione
- Adolfo Guglielmo (1662–1668)
- Guglielmo Augusto (1668–1671)
- Giovanni Giorgio I (1671–1686)
- Giovanni Giorgio II (1686–1698)
- Giovanni Guglielmo (1698–1729)
- Guglielmo Enrico (1729–1741)

Linea estinta

### Unione personale col Ducato di Sassonia-Weimar
- Ernesto Augusto I (1741-1748)
- Ernesto Augusto II (1748-1758)
- Carlo Augusto (1758-1809)

Unito col Sassonia-Weimar nel Sassonia-Weimar-Eisenach
| Controllo di autorità | GND (DE) 4579381-5 |